# Caso Amanda Todd
Amanda Michelle Todd, un'adolescente di 15 anni, venne trovata senza vita nella sua casa di Port Coquitlam vicino a Vancouver il 10 ottobre 2012, alle ore 06:00 (UTC-7 ora locale).
Prima di suicidarsi Amanda pubblicò un video su YouTube, in cui con una serie di bigliettini descrisse la sua esperienza di vittima del bullismo e del cyberbullismo. Il video divenne virale, calamitando dopo la sua morte l'attenzione dei media internazionali.

## Biografia
Amanda Michelle Todd era nata a Port Coquitlam il 27 novembre 1996. Al momento della sua morte, frequentava la decima classe (corrispondente alla seconda superiore) presso la scuola secondaria CABE di , un istituto con programmi di studio alternativi a didattica individuale, dedicato a studenti che hanno problemi di apprendimento e che pertanto non riescono a frequentare scuole tradizionali.

## La vicenda ed il suicidio
Il 7 settembre 2012, Amanda Todd caricò su YouTube un video dal titolo My Story: Struggling, bullying, suicide and self harm (La mia storia: lotta, bullismo, suicidio e autolesionismo), nel quale, tramite una serie di flashcard, raccontava la sua esperienza.
Al secondo anno di scuola media, Amanda si divertiva a fare nuove conoscenze tramite una video chat. Durante una conversazione, si fotografò per un estraneo il seno nudo. L'individuo l'avrebbe poi ricattata, minacciando di mostrare la sua foto in topless ai suoi amici a meno che lei non si fosse mostrata di nuovo. All'alba del Natale successivo, la polizia bussò a casa sua alle 4:00 del mattino, informando la famiglia Todd che una foto di Amanda in topless stava circolando on line. Amanda ne fu traumatizzata, manifestando ansia, depressione acuta e attacchi di panico. La sua famiglia cercò invano di aiutarla, trasferendosi. La ragazza iniziò a fare uso di alcool e droghe, con pesanti attacchi di ansia.
Un anno dopo il ricattatore si fece nuovamente vivo: creò un falso profilo Facebook di Amanda, usando la sua fotografia in topless, facendo scoprire la vicenda ai nuovi compagni di classe, nella sua nuova scuola. Ancora una volta Amanda Todd si trovò costretta a cambiare scuola e riallacciò i contatti con una sua vecchia conoscenza. Il ragazzo le propose di avere rapporti sessuali mentre la fidanzata si trovava in vacanza. La settimana successiva, lui, la sua ragazza e un gruppo di altri ragazzi l'aggredirono all'uscita dalla scuola. Amanda tentò il suicidio ingerendo candeggina, ma si salvò grazie all'intervento tempestivo dei soccorsi.
Al ritorno a casa Amanda lesse su Facebook commenti offensivi sul suo tentativo di suicidio. La sua famiglia si trasferì nuovamente in un'altra città, ancora senza risultati. Sei mesi più tardi ulteriori messaggi offensivi furono pubblicati sui social network. Il suo stato mentale peggiorò, trascinandola nella spirale dell'autolesionismo. Nonostante prendesse anti-depressivi e consultasse uno psicologo, ebbe un'overdose di medicinali e trascorse due giorni in ospedale. Amanda fu inoltre oggetto dello scherno di altri studenti nella sua scuola per i suoi voti bassi, conseguenza delle sue difficoltà di apprendimento e del tempo trascorso in ospedale per curare la sua depressione grave.
Al 1º dicembre 2021 il suo video di denuncia aveva ricevuto oltre 14.538.724 visualizzazioni, e il suo link fu presente in centinaia di siti web di testate giornalistiche di tutto il mondo.

## Reazioni
La Royal Canadian Mounted Police e la British Columbia Coroners Service avviarono indagini sul suicidio.
Il gruppo di hacker Anonymous si mise alla ricerca del molestatore e dopo 2 giorni pubblicò in rete il suo nome, ma le autorità ignorarono la vicenda.
Christy Clark, il Premier della British Columbia, espresse il suo cordoglio e suggerì un dibattito nazionale sull'introduzione del reato di cyberbullismo. Una mozione fu presentata alla House of Commons del Canada per proporre uno studio sul bullismo nel Paese e per concedere maggiori finanziamenti alle organizzazioni antibullismo. La madre di Amanda Todd, Carol, ha istituito l'Amanda Todd Trust per raccogliere donazioni a favore della lotta contro il bullismo, della sensibilizzazione sociale sul fenomeno e per il finanziamento di programmi di sostegno per i giovani con problemi di salute mentale.
Nel gennaio 2014 la polizia olandese ha arrestato un uomo nell'ambito di un caso che coinvolge numerose vittime nei Paesi Bassi, Regno Unito e Canada. Durante l'aprile seguente viene reso noto che le autorità olandesi hanno incriminato per abuso sessuale e pedopornografia un uomo di 35 anni, in possesso di doppia cittadinanza olandese e turca, identificato come "Aydin Coban", nel rispetto delle leggi olandesi sulla privacy. Lo stesso mese la RMCP (Royal Mounted Canadian Police) ha dichiarato che la stessa persona è accusata di estorsione, adescamento on-line, molestie, possesso e distribuzione di materiale pedopornografico per le sue presunte attività ai danni di Amanda Todd e altre vittime, sia maschi che femmine.
La madre di Amanda ha ringraziato la polizia, ma ha anche detto di credere che più di una persona sia coinvolta nella vicenda.